# آبراهام واینتروب
آبراهام براگنسا د واسکونسلوس واینتروب (پرتغالی برزیلی: Abraham Bragança de Vasconcellos Weintraub؛ ۱۱ اکتبر ۱۹۷۱) اقتصاددان و بانکدار سرمایه‌گذاری اهل برزیل است که از سال ۲۰۱۹ تا ۲۰۲۰ به‌عنوان وزیر آموزش در دولت برزیل در زمان ژائیر بولسونارو مشغول به کار بوده است. او از سال ۲۰۲۰ تا ۲۰۲۲ به‌عنوان مدیر اجرایی بانک جهانی از ناحیهٔ ۱۵ خدمت کرد و سپس از سمت خود استعفا داد تا در انتخابات فرمانداری سائوپائولو ۲۰۲۲ شرکت کند.

## زندگی‌نامه
واینتروب در سائو پائولو از پدری یهودی به نام مائورو واینتروب و مادری غیریهودی به نام ماریلیزا براگانسا د واسکونسلوس به دنیا آمد که هر دو پزشک بودند و در دانشکده پزشکی سوروکابا تحصیل کرده بودند. او استاد دانشگاه فدرال سائو پائولو (یونیفسپ)، دارای کارشناسی ارشد مدیریت امور مالی از بنیاد گتولیو وارگاس (FGV) و فارغ‌التحصیل علوم اقتصادی از دانشگاه سائو پائولو (USP) در سال ۱۹۹۴ است.
او که یک مدیر بازار مالی با بیش از ۲۰ سال تجربه بوده است، به‌عنوان اقتصاددان و مدیر بانک وتورانتیم و به‌عنوان شریک در کوئست اینوستومنتوس فعالیت داشته است. واینتروب عضوی از تیم انتقالی دولت بولسونارو و دبیر اجرایی رئیس ستاد اونیکس لورنزونی نیز بوده است.
او در نوامبر ۲۰۱۸ به عضویت کابینهٔ انتقالی بولسونارو درآمد.

### وزارت آموزش

#### ورود
در ۸ آوریل ۲۰۱۹، بولسونارو واینتروب را به‌عنوان وزیر آموزش جدید منصوب کرد و او جایگزین ریکاردو ولز رودریگز شد. واینتروب نزدیک به اونیکس لورنزونی، رئیس ستاد فعلی است که قبلاً به‌عنوان معاون اجرایی رئیس‌جمهور خدمت می‌کرد.

#### خروج
در ۱۸ ژوئن ۲۰۲۰، پس از ۱۴ ماه ریاست، واینتروب در ویدئویی به همراه بولسونارو که در رسانه‌های اجتماعی منتشر شد، استعفای خود را از وزارت آموزش برزیل اعلام کرد. وی به‌دلیل صدور بیانیه‌هایی که جنجالی تلقی می‌شد، و همچنین به‌دلیل سوءمدیریت مورد انتقاد قرار گرفته بود.
در شب ۱۹ ژوئن، پیش از انتشار حکم تبرئه‌اش، واینتروب به ایالات متحده سفر کرد. او برای سفر از گذرنامه دیپلماتیکی که به وزرا اعطا شده بود، استفاده کرد؛ زیرا محدودیت‌های سفر ایالات متحده مربوط به کووید-۱۹ از ۲۹ مه ورود غیرنظامیان از مبدأ برزیل را منع می‌کرد. این موضوع باعث بروز اختلاف نظرهایی شد، زیرا یک روز پیش از سفر او، تحت تأثیر دو تحقیق در جریان علیه او، درخواستی برای ابطال پاسپورت واینتروب به دادگاه عالی فدرال ارائه شده بود.
در ۲۰ ژوئن ۲۰۲۰ استعفای وی از سمت وزیر آموزش در روزنامه رسمی دولت منتشر شد. در ۲۳ ژوئن ۲۰۲۰، تاریخ استعفا به روز قبل، یعنی ۱۹ ژوئن ۲۰۲۰ اصلاح شد. دولت همچنین یادداشتی منتشر کرد مبنی بر اینکه درخواست استعفای واینتروب تنها پس از خروج وی از کشور در ۲۰ ژوئن به‌طور رسمی دریافت شده است و خود واینتروب درخواست کرد تاریخ استعفای او عطف به ماسبق به ۱۹ ژوئن تغییر یابد.

### بانک جهانی
در ژوئیهٔ ۲۰۲۰، واینتروب برای یک دورهٔ منتهی به ۳۱ اکتبر ۲۰۲۰ به‌عنوان مدیر اجرایی بانک جهانی انتخاب شد. مقامات این بانک از واینتروب به‌دلیل انتشار اطلاعات نادرست درباره دنیاگیری کووید-۱۹ انتقاد کرده‌اند. او در ۳۰ آوریل ۲۰۲۲ از این سمت نیز استعفا داد تا در انتخابات فرمانداری سائو پائولو ۲۰۲۲ شرکت کند.

## مناقشه‌ها

### اظهارات نژادپرستانه
پس از ملاقات با رئیس‌جمهور بولسونارو در مارس ۲۰۲۰، واینتروب به نژادپرستی و ضدیت با اقلیت‌ها متهم شد، چرا که گفته بود که اصطلاح «مردم بومی» را دوست ندارد. با این حال، او ادعا کرد که این گفته به این دلیل بوده است که او «دوست ندارد گروه‌های قومی را از هم جدا کند، و برای او فقط «مردم برزیل» وجود دارد و نه گروه‌های مختلف در برزیل».
در ۴ آوریل ۲۰۲۰، واینتروب همچنین یک توییت با اظهارات توهین‌آمیز بر ضد چین منتشر کرد و چنین القا کرد که چین مسئول دنیاگیری کووید-۱۹ است و این بخشی از «طرح آن کشور برای تسلط بر جهان» است. در توییت اصلی به زبان پرتغالی، حرف کوچک «r» در واژهٔ «Brazil» با حرف بزرگ «L» جایگزین شده بود و نام کشور به شکل «BLazil» نوشته شده بود؛ به سبکی که معمولاُ برای تمسخر لهجه چینی استفاده می‌شود. او بعداً ادعا کرد که توییت او یک بیانیهٔ نژادپرستانه نبوده است، بلکه یک بیانیهٔ ایدئولوژیک به دلیل ضدیت با کمونیسم بوده است.

### اتهامات مواد مخدر در دانشگاه‌ها
در نوامبر ۲۰۱۹، واینتروب طی مصاحبه‌ای با ژورنال د سیداد، دانشگاه‌های فدرال را به کشت ماری‌جوآنا و تهیهٔ مت‌آمفتامین در آزمایشگاه‌های شیمی متهم کرد، اما هیچ مدرکی برای اثبات ادعاهای خود ارائه نکرد.
پس از این موضوع، ۱۰ نفر از نمایندگان ایالتی باهیا از واینتروب درخواست توضیح کردند و اتهامات مطرح‌شده از سوی او را زیر سؤال بردند. او که در آن زمان وزیر بود، در پاسخ گفت که اظهارات وی عمومی بوده است و قصد نداشته است شخص خاصی را متهم کند. از همین رو اظهارات واینتروب به‌عنوان تمرین آزادی بیان در نظر گرفته شد.

### امانوئل مکرون
در اوت ۲۰۱۹، واینتروب نوشت که مردم فرانسه رئیس‌جمهوری «عاری از هرگونه شخصیت» را انتخاب کرده‌اند و مکرون «چیزی نیست به‌جز یک فرصت‌طلب بی‌ارزش که از لابی کشاورزی فرانسه حمایت می‌کند».

### فیلمبرداری در کلاس
در آوریل ۲۰۱۹، واینتروب اظهار داشت که فیلمبرداری از معلمان توسط دانش‌آموزان در طول کلاس حقی است که در اختیار آن‌هاست و آن را «آزادی فردی» نامید. حقوقدانان در پاسخ به اظهارات وزیر، معتقدند که فیلمبرداری غیرمجاز از معلمان در کلاس ممکن است ناقض حقوق اساسی فرهنگیان باشد و برخلاف قانون اساسی است.

### تئوری توطئه مرتبط با کراک
واینتروب در مصاحبه‌ای در سال ۲۰۱۸ ادعا کرد که کراک توسط کمونیست‌ها به برزیل آورده شده است تا این کشور را تضعیف کند. او همچنین گفت که نیروهای مسلح انقلابی کلمبیا، که یک جنبش چریکی در کلمبیا است، به‌عنوان مهمانان افتخاری به انجمن سائو پائولو، گردهمایی سالانهٔ احزاب چپ آمریکای لاتین، دعوت شده‌اند. این نظرات بیان‌شده از سوی واینتروب، باعث شد تا گاردین او را به عنوان یک نظریه‌پرداز توطئه معرفی کند.

### اشتباهات نوشتاری
در موارد متعدد، واینتروب در نوشته‌های خود به زبان پرتغالی در اسناد رسمی و شبکه‌های اجتماعی، اشتباهات املایی یا دستوری داشته است. در ژانویهٔ ۲۰۲۰، واینتروب در توییتی خطاب به ادواردو بولسونارو، به جای واژهٔ «impressionante»، از «imprecionante» استفاده کرد که تقریباً معادل نوشتن «imprecive» به‌جای «impressive» در زبان انگلیسی است. این توییت بعداً توسط واینتروب حذف شد.

### ویکی‌پدیا
در سال ۲۰۱۹، وزارت آموزش برزیل (MEC) از ویکی‌پدیای پرتغالی خواست تا صفحهٔ واینتروب را حذف کند و این پروژه را به اقدام قانونی علیه آن تهدید کرد.